# Mecánicas celestes (película)
Mecánicas celestes (titulada originalmente Mécaniques célestes en Francia) es una película franco-hispano-belga-venezolana de comedia y drama de 1995, dirigida por Fina Torres y protagonizada principalmente por Ariadna Gil.

## Argumento
Ana, una joven cantante de Caracas que está a punto de casarse, huye a París. Las estrellas son buenas y malas para ella: al mismo tiempo conoce a un simpático grupo de latinos y a la advenediza e inquietante videoartista Céleste.

## Premios
| Año  | Evento                                                  | Premio                                                               |
| ---- | ------------------------------------------------------- | -------------------------------------------------------------------- |
| 1995 | Festival internacional del cine francófono de Namur     | Premio del público de la ciudad de Namur a Fina Torres.              |
| 1996 | Outfest (Festival de Cine Gay y Lésbico de Los Ángeles) | Gran Premio del Jurado a la mejor historia para Mécaniques célestes. |